# Operation Ten-Go
Operation Ten-Go (天號作戰 (kyūjitai) eller 天号作戦 (shinjitai) Ten-gou Sakusen) var den sidste store japanske flådeoperation under Stillehavskrigen i 2. verdenskrig. Operationen er også kendt som Operation Heaven One (dansk: Operation Himmel 1) på engelsk og Ten-ichi-gou (dansk: Himmel Nr. 1) på japansk.
I april 1945 satte det japanske slagskib Yamato (det største slagskib i verden), sammen med ni andre japanske krigsskibe, ud fra Japan i et bevidst selvmordstogt mod allierede styrker, der var i kamp i slaget om Okinawa. Den japanske styrke blev angrebet, stoppet og næsten fuldstændigt nedkæmpet af amerikanske hangarskibsbaserede fly, før styrken nåede til Okinawa. Yamato og fem andre japanske krigsskibe blev sænket.
Slaget viste det amerikanske luftherredømme i Stillehavskrigen på dette tidspunkt i krigen og sårbarheden for overfladeskibe uden luftdækning mod luftangreb. Slaget viste også Japans villighed til at ofre et stort antal af sit folk i desperate kamikaze-angreb rettet mod at bremse de Allieredes fremrykning mod de japanske hjemmeøer.

## Baggrund
Efter felttoget på Salomonøerne, slaget i det Filippinske hav og slaget om Leyte Gulf var den engang så formidable Kejserlige japanske flådes Kombinerede flåde i begyndelsen af 1945 blevet reduceret til blot en håndfuld operative krigsskibe og et par tilbageværende fly og besætninger dertil. De fleste af de resterende japanske krigsskibe i den Kombinerede flåde lå i havne i Japan og de fleste af de store skibe i Kure ved Hiroshima.
Med invasionen af Saipan og Iwo Jima begyndte de allierede styrker deres kampagne mod det japanske fastland. Som det næste skridt før en planlagt invasion af det japanske fastland invaderede de allierede styrker Okinawa den 1. april 1945. Da kejser Hirohito i marts blev briefet om Japans reaktion på den forventede invasion af Okinawa, forklarede japanske militærledere, at den Kejserlige japanske hær var ved at planlægge et omfattende luftangreb, herunder brug af kamikaze. Kejseren spurgte angiveligt så: "Men hvad med flåden? Hvad gør de for at hjælpe med at forsvare Okinawa? Har vi ikke flere skibe?" Da de følte sig presset af kejseren til også at starte en eller anden form for angreb, udtænkte den japanske flådes admiraler en kamikaze-mission for deres resterende operative store skibe, der også omfattede slagskibet Yamato.
Hertil udarbejdede den japanske overkommando planer for et afgørende slag ved fire mulige steder:
- Operation Himmel Nr. 1 (天一号作戦, Ten-ichi-gou sakusen) til Okinawa-regionen
- Operation Himmel Nr. 2 (天二号作戦, Ten-ni-gou sakusen) til Taiwan-regionen
- Operation Himmel Nr. 3 (天三号作戦, Ten-san-gou sakusen) til regionen ved den sydkinesiske kyst
- Operation Himmel Nr. 4 (天四号作戦, Ten-shi-gou sakusen) til Fransk Indokina og Hainan-regionen

I slutningen af marts 1945 begyndte amerikanske flådestyrker at bombe øen Okinawa, hvorefter den første operation, Ten-Go, blev valgt af de fire operationer.
Den resulterende plan, der blev udarbejdet under ledelse af den øverstbefalende for Den Kombinerede Flåde, admiral Soemu Toyoda, opfordrede til, at Yamato og hendes eskorter skulle angribe den amerikanske flåde, der støttede de amerikanske tropper, der gik i land på vestsiden af øen. Yamato og hendes eskorter skulle kæmpe sig vej til Okinawa og derefter sejle på grund mellem Higashi og Yomitan og kæmpe som et kystbatteri, til de blev ødelagt. Da de så var ødelagt, skulle de overlevende besætningsmedlemmer fra skibene forlade deres skibe og kæmpe mod de amerikanske styrker på landjorden. Der kunne kun gives meget lidt, om nogen, luftdækning for de skibe, der ville gøre dem næsten hjælpeløse over for koncentrerede angreb fra amerikanske hangarskibsbaserede fly. Som forberedelse for at gennemføre planen forlod de tildelte skibe Kure til Tokuyama ved Mitajiri i Japan den 29. marts. På trods af at chefen for Ten-Go-styrken, viceadmiral Seiichi Ito, adlød ordrer om at forberede sig til missionen, nægtede han stadig at beordre sine skibe til at gennemføre det, da han mente, at planen var omsonst og et spild af ressourcer.
Andre ledere fra den Kejserlige japanske flåde havde også meget negative fornemmelser for operationen, da også de troede, det var spild af menneskeliv og brændstof. Kommandør Atsushi Oi, som var chef for eskorteflåderne, var kritisk, da brændstof og ressourcer var blevet omdirigeret fra hans operation. Da han fik at vide, at formålet med denne operation var "flådens tradition og ære", råbte han:
Denne krig er for vores nation, og hvorfor skulle vores "overfladeflåde"s ære være mere respekteret? Hvem bekymrer sig om deres stolthed? Forbandede tåber!
("overfladeflåde" henviser til store skibe, især slagskibe, der "burde have vundet krigen")

Viceadmiral Ryunosuke Kusaka fløj fra Tokyo den 5. april til Tokuyama i et sidste forsøg på at overbevise de samlede ledere fra den Kombinerede flåde, herunder admiral Itō, om at acceptere planen. Ved første høring af den planlagte operation (den var blevet holdt hemmeligt for de fleste af dem), sluttede den Kombinerede flådes divisions- og skibschefer sig enstemmigt til at afvise den af de samme årsager, som admiral Itō havde givet udtryk for. Admiral Kusaka forklarede så, at flådens angreb ville hjælpe med at aflede amerikanske fly fra hærens planlagte kamikaze-angreb på den amerikanske flåde ved Okinawa. Han forklarede også, at Japans nationale lederskab, herunder kejseren, ventede, at flåden skulle gøre deres bedste for at støtte forsvaret af Okinawa.
Efter at have hørt dette, gav den Kombinerede flådes ledere op og accepterede den foreslåede plan. Skibenes besætninger blev orienteret om missionens karakter, og de blev givet muligheden for at blive tilbage, hvis nogen ønskede det - ingen gjorde det. Dog blev omkring 80 besætningsmedlemmer, som var nye, syge eller svage, beordret væk fra skibene. Skibenes besætninger afholdt nu nogle intense øvelser i 11. time for at forberede missionen. Det drejede sig for det meste om havariøvelser (brandbekæmpelse, afstivning og lækstop). Ved midnat blev skibene tanket op. Angiveligt blev Yamato og de andre skibe rent faktisk i al hemmelighed, til trods for ordrer om kun at give skibene brændstof nok til at nå Okinawa, tanket med næsten al den resterende brændstof i havnen, selvom dette sandsynligvis stadig ikke ville have været nok til, at styrken kunne vende tilbage til Japan fra Okinawa.

## Slaget
Klokken 16:00 den 6. april, afsejlede Yamato, med admiral Itō om bord, den lette krydser Yahagi og otte destroyere fra Tokuyama for at starte missionen. To ubåde, USS Threadfin og USS Hackleback, observerede den japanske styrke, da den fortsatte sydpå gennem Bungo Suido. Selvom de var ude af stand til at angribe (på grund af skibenes hastighed), tilbragte de flere timer med at skygge det japanske togt og sendte opdateringer omkring dens vej til den amerikanske flåde. Ubådenes beskeder, som efter sigende ikke blev sendt kodet, blev også opfanget af radiooperatører på de japanske skibe.
Ved daggry den 7. april passerede den japanske styrke Osumihalvøen og sejlede nu på åbent hav fra Kyushu mod Okinawa i syd. De skiftede til en mere defensiv formation, med Yahagi som flagskib. De otte destroyere sejlede i en cirkelformation rundt om de to større skibe, med en afstand på 1500 meter fra hinanden og fortsatte med 20 kn (37 km/t). En af de japanske destroyere, Asashimo, fik maskinproblemer og vendte tilbage. Amerikanske rekognosceringsfly begyndte at skygge fartøjerne. Klokken 10:00 vendte de japanske skibe mod vest for at det skulle se ud som om, at man trak sig tilbage, men klokken 11:30 vendte de tilbage mod Okinawa, efter at japanerne var blevet opdaget af to amerikanske flyvebåde af modellen PBM Mariner (som Yamato havde beskudt med sine 460 mm bovkanoner med de specielle "beehivegranater" (三式焼散弾 (san-shiki shousan dan)). Dette hindrede dog ikke de to fly i at skygge de japanske styrker.
Efter modtagelsen af rapporter om kontakt tidligt den 7. april, beordrede den amerikanske 5. flådes (engelsk: 5th Fleet) øverstbefalende admiral Raymond Spruance Task Force 54, der var under ledelse af admiral Morton Deyo og hovedsageligt bestod af hævede og reparerede slagskibe fra angrebet på Pearl Harbor, at imødegå og ødelægge den japanske kampgruppe. Deyo rykkede ud for at udføre sine ordrer, men viceadmiral Marc A. Mitschers Task Force 58 (TF 58) kom Spruance og Deyo i forkøbet ved at starte et massivt luftangreb uden ordrer fra Spruance.
Omkring klokken 10:00 samme dag, sendte Task Groups 58.1 og 58.3 (engelsk: Kampgruppe 58,1 og 58,3) (TG 58.1 og 58.3) flere bølger af fly, der talte næsten 400 fly, som befandt sig på otte hangarskibe (TG 58.1: Hornet, Bennington, Belleau Wood og San Jacinto, og TG 58.3: Essex, Bunker Hill, Hancock og Bataan) lige øst for Okinawa. Flåden bestod af jagerfly af modellerne F6F Hellcat og F4U Corsair, dykbombefly af modellen SB2C Helldiver og TBF Avenger-torpedofly. Efter Mitscher hørte om afsendelsen af flyene, blev Spruance enig om, at luftangrebene kunne fortsætte. Han beordrede derfor, som en reserveplan, en styrke på seks slagskibe (Massachusetts, Indiana, New Jersey, South Dakota, Wisconsin og Missouri), støttet af syv krydsere (inklusive Alaska og Guam) og 21 destroyere, der var klar til at stoppe den japanske flåde, i tilfælde af at luftangrebene mislykkedes.
Omkring kl. 11:00 ankom de første amerikanske fly over Yamato. Her var tale om F6F Hellcat-jagere med ordrer om at angribe ethvert japansk fly, der måtte synes at forsvare den japanske styrke. Ingen gjorde dette.
Eftersom det blev åbenlyst, at de japanske styrker ikke havde flystøtte, var de amerikanske fly i stand til at indlede deres angreb uden fare for modstand fra japanske fly. Amerikanske bombe- og torpedofly, der ankom over Yamato-gruppen efter to timers flyvning fra Okinawa, var således i stand til at kredse omkring de japanske skibsformationer lige uden for antiluftskytsets rækkevidde, og iværksatte planmæssigt angreb på krigsskibe, der lå under dem. Den første bølge af amerikanske hangarskibsfly startede med at angribe de japanske skibe omkring klokken 12:30. De japanske skibe øgede deres hastighed til 25 knob (46 km/t), begyndte at foretage undvigelsesmanøvrer, og åbnede ild med deres antiluftskyts. Yamato havde næsten 150 luftværnskanoner, herunder sine massive 460 mm-kanoner, som kunne affyre specielle "Fælles type 3"-antiluftskytsgranater. De amerikanske torpedofly angreb hovedsageligt fra bagbord, så i tilfælde af at torpedoerne primært ramte fra den side, ville det forøge sandsynligheden for, at målskibet ville kæntre.
Klokken 12:46 ramte en torpedo Yahagi direkte i hendes maskinrum, og dræbte hele besætningen i maskinrummet. Dette bragte skibet til et fuldstændigt stop. Yahagi blev ramt af mindst seks torpedoer mere og 12 bomber ved efterfølgende bølger af luftangreb. Den japanske destroyer Isokaze forsøgte at komme Yahagi til undsætning men blev angrebet, stærkt beskadiget, og sank lidt senere. Yahagi kæntrede og sank klokken 14.05.
Under den første angrebsbølge blev Yamato ramt af to panserbrydende bomber og en torpedo, på trods af intensive undvigelsesmanøvrer, der gjorde, at de fleste bomber og torpedoer rettet mod hende, ikke ramte. Hendes hastighed blev ikke påvirket, men en af bomberne, startede en brand agten for hendes overbygning, der ikke blev slukket. Også under den første angrebsbølge blev de japanske destroyere Hamakaze og Suzutsuki stærkt beskadiget og taget ud af kampen. Hamakaze sank senere.
Mellem kl. 13:20 og 14:15, angreb den anden og tredje bølge af amerikanske fly, imens de koncentrerede sig kraftigt om Yamato. I løbet af denne periode blev Yamato ramt af mindst otte torpedoer og op til 15 bomber. Bomberne forårsagede omfattende skader på oversiden af skibet, blandt andet slog det strømmen til ildledningsanlægget ud og tvang luftværnskanonerne til at sigte og skyde individuelt og manuelt, hvilket reducerede deres effektivitet. Torpedotræfferene, hvoraf næsten alle ramte bagbords side, bevirkede, at Yamato havde tilstrækkelig slagside til, at kæntring nu var en overhængende fare. Havaricentralen var blevet ødelagt af en bombe, hvilket gjorde det umuligt at oversvømme de specielt designede rum i skibets modsatte side, til at modvirke kæntring. I et desperat forsøg for at holde skibet fra kæntring, udførte Yamatos havarihold kl. 13.33 en oversvømmelse både af styrbords maskin- og kedelrum. Dette afbød faren, men druknede også de flere hundrede besætningsmedlemmer, der bemandede disse poster. Besætningsmedlemmerne fik ingen meddelelse om, at deres rum ville blive oversvømmet. Tabet af styrbordsmotorerne, plus vægten af vand, medførte at Yamato sænkede farten til omkring 10 knob (19 km/t).
Med Yamatos langsomme hastighed var den lettere at ramme, så amerikanske torpedofly koncentrerede sig om at ramme rorene og agterenden med torpedoer for at påvirke styreevnen, hvilket lykkedes. Kl. 14:02, efter at være blevet informeret om, at skibet ikke længere kunne styres og uundgåeligt var ved at synke, beordrede admiral Itō besætningen til at forlade skibet. De resterende skibe skulle begynde at redde overlevende og missionen var afblæst. Yamato sendte denne meddelelse til de andre overlevende skibe med signalflag, fordi radioerne ombord var blevet ødelagt.
Ved kl. 14:05 var Yamato stoppet fuldstændigt i vandet og begyndte at kæntre. Admiral Itō og kaptajn Aruga nægtede at forlade hende med resten af de overlevende. Ved kl. 14:20 kæntrede Yamato helt og begyndte at synke (30°22′N 28°04′Ø / 30.367°N 28.067°Ø). Kl. 14:23 sprang hun pludselig i en eksplosion så stor, at det angiveligt blev hørt og set 200 km væk i Kagoshima og sendte en paddehattesky knap 6.100 m (20.000 fod) op i luften. Det hævdes, at den store eksplosion bragte flere amerikanske fly ned, som observerede skibets endeligt. Eksplosionen menes at have fundet sted, der hvor brandene, der var antændt af bombetræffere, nåede de største magasiner.
Den japanske destroyer Asashimo forsøgte at nå tilbage til havn, men blev bombet og sænket med alle mand af amerikanske fly. Den japanske destroyer Kasumi blev også kraftigt beskadiget af angreb fra amerikanske hangarskibsfly i løbet af slaget og måtte sænkes af andre relativt ubeskadigede japanske destroyere. Suzutsuki var, på trods af hendes afsprængte bov, i stand til nå til Sasebo ved at sejle for fuld damp bak hele vejen.
De resterende tre mindre beskadigede japanske destroyere (Fuyuzuki, Yukikaze og Hatsushimo) var i stand til at redde 280 overlevende fra Yamato (kilder er uenige om størrelsen af Yamatos besætning, og skønner det til mellem 2.750 og 3.300 mænd) plus 555 overlevende fra Yahagi (ud af en besætning på 1.000) og lidt over 800 overlevende fra Isokaze, Hamakaze og Kasumi. Mellem 3.700 og 4.250 japanske søfolk omkom i slaget. Skibene tog de overlevende til Sasebo.
I alt ti amerikanske fly blev skudt ned af antiluftskyts fra de japanske skibe, og nogle af flybesætningerne blev reddet af vandfly eller ubåde. I alt mistede USA tolv mænd. Nogle af de japanske overlevende rapporterede, at amerikanske jagerfly beskød japanske overlevende, der flød rundt i vandet, med maskingeværer. Japanske overlevende rapporterede også, at amerikanske fly midlertidigt stoppede deres angreb på de japanske destroyere i løbet af den tid, destroyerne havde travlt med at samle overlevende op af vandet.
Under slaget udførte den japanske hær et luftangreb imod den amerikanske flåde ved Okinawa som lovet, men det lykkedes ikke for dem at sænke skibe. Omkring 115 fly, hvoraf mange af dem var kamikaze, angreb de amerikanske skibe i løbet af den 7. april. Kamikaze-fly ramte USS Hancock, slagskibet USS Maryland og destroyeren USS Bennett, og forårsagede moderate skader på Hancock og Maryland og tunge skader på Bennett. Omkring 100 af de japanske fly gik tabt i angrebet.

## Efterspil
Ten-Go var den sidste store japanske flådeoperation under krigen, og de resterende japanske krigsskibe deltog kun lidt i kampoperationer i resten af konflikten. Suzutsuki blev aldrig repareret. Fuyuzuki blev repareret, men blev ramt af en amerikansk sømine ved Moji, Japan, den 20. august 1945, og blev ikke senere repareret. Yukikaze overlevede krigen næsten ubeskadiget. Hatsushimo ramte en amerikansk sømine den 30. juli 1945 nær Maizuru, Japan, og var den 129. og sidste japanske destroyer sænket i krigen. Maryland blev holdt ude af krigen efter kamikazeangreb.
Okinawa blev erklæret sikker af allierede styrker den 21. juni 1945, efter en intens og blodig kamp. Japan overgav sig i august 1945, efter at være blevet bombet to gange med atomvåben. Den tilsyneladende vilje i Japan for at ofre så mange af sine indbyggere med selvmordstaktikker såsom Operation Ten-Go og ved slaget om Okinawa, som begyndte i slaget om Leyte Gulf var angiveligt en faktor i den amerikanske beslutning om at anvende atomvåben mod Japan.
Historien om Operation Ten-Go er æret til en vis grad i moderne Japan, som det fremgår af historiens optrædener i japansk populærkultur, som normalt skildrer begivenheden som en modig, uselvisk, men forgæves, symbolsk indsats fra de deltagende japanske søfolk for at forsvare deres fædreland. En af grundene til at begivenheden kan have en sådan betydning i japansk kultur er, at ordet Yamato ofte blev brugt som et poetisk navn for Japan. Således kunne slutningen af slagskibet Yamato fungere som en metafor for enden på det japanske imperium.